# Torture Garden
Torture Garden (em português: As Torturas do Dr. Diabolo) é um filme britânico de 1967 feito pela Amicus Productions. Foi dirigido por Freddie Francis e roteirizado por Robert Bloch.
Foi a segunda de uma série de antologias, que começou com Dr. Terror's House of Horrors (1965), The House That Dripped Blood (1970), Asylum (1972), Tales from the crypt (1972), The vault of horror (1973), From beyond the grave (1973) e The Monster Club (1980).
É estrelado por Burgess Meredith, Jack Palance, Michael Ripper, Beverly Adams, Peter Cushing, Maurice Denham, Ursula Howells, Michael Bryant e Barbara Ewing.
O resultado é uma colaboração entre os membros regulares da Hammer Film Productions, James Bernard e Don Banks.
É uma das produções da dupla Milton Subotsky e Max Rosenberg, cuja marca eram contos ligados por uma única narrativa.

## Sinopse
Numa feira, o Dr. Diábolo (Meredith) oferece aos passantes a visão do futuro de cada um. Quatro clientes se apresentam: o jovem Colin Willians (Bryant), a atriz Carla Hayes (Adams) e sua prima Dorothy (Wing) e Ronald Wyatt (Palance), um admirador de Edgar Allan Poe. Um quinto cliente se recusa a ver o futuro e resolve matar o vidente. Mas as previsões não são tão fantásticas quanto parecem. Thriller de horror em quatro episódios e uma história autônoma de ligação, seguindo uma fórmula comumente utilizada pela Amicus, como ocorreu em The skull (1965) e The Psychopath (1966), ambos como o atual exemplar, também produzido por Milton Subotsky, dirigidos por Freddie Francis e escritos por Robert Bloch, o autor de Psycho (1960).
- Enoch: Colin Williams, um jovem ávido e sem recursos, é chamado à casa de um tio gravemente doente, do qual espera ser nomeado herdeiro. Mas o velho, embora tenha uma casa de sua propriedade, afirma não possuir nenhum recurso. Desejando obrigá-lo a revelar onde escondeu o dinheiro, Colin provoca a sua morte antes que conseguisse obter a informação, que todavia, conseguirá graças a um misterioso caixão escondido na adega.

- Terror Over Hollywood: Carla Hayes é uma aspirante à atriz disposta a tudo para vencer na carreira. Após um encontro com uma amiga, ela encontra um notável ator de Hollywood e o seu produtor cinematográfico, por meio do qual obtém um papel. Carla descobre, contudo, que os bastidores da fama contêm um terrível segredo.

- Mr. Steinway: a jornalista Dorothy Endicott se apaixona pelo famoso pianista Leo Winston após conseguir entrevistá-lo. Leo vive sozinho, mas tem uma estranha ligação com seu piano, presenteado pela mãe, o qual frequentemente chama de Euterpe. Dorothy tenta livrá-lo de sua fixação, mas após colocá-lo defronte a uma escolha definitiva, se apercebe de ter cometido um erro fatal.

- The Man Who Collected Poe: Ronald Wyatt tem uma maníaca paixão por tudo o que cerca o escritor Edgar Allan Poe. O rico colecionador Lancelot Canning, que possui inumeráveis objetos que pertenceram ao grande narrador, o convida à sua casa-museu, em Baltimore, na qual existem diversos manuscritos fechados à chave no subterrâneo. A proveniência das obras é ligada, contudo, a um obscuro mistério.

## Elenco
- Jack Palance (Ronald Wyatt)
- Burgess Meredith (Dr. Diábolo)
- Beverly Adams (Carla Hayes)
- Peter Cushing (Lancelot Canning)
- Michael Bryant (Colin Williams)
- Barbara Ewing (Dorothy Endicott)
- John Standing (Leo Winston)
- John Phillips (Storm)
- Michael Ripper (Gordon Roberts)
- Bernard Kay]] (Dr. Heim)
- Maurice Denham (Tio Roger)
- Ursula Howells (Senhora Chambers)
- David Bauer (Charles)
- Niall MacGinnis (Doutor)

## Recepção da crítica
O Allmovie alega que o filme não tem força e criatividade suficientes para se qualificar como uma antologia de horror de primeira linha, mas oferece emoções assustadoras para divertir uma tarde de sábado.